# Список призёров летних Олимпийских игр 2016

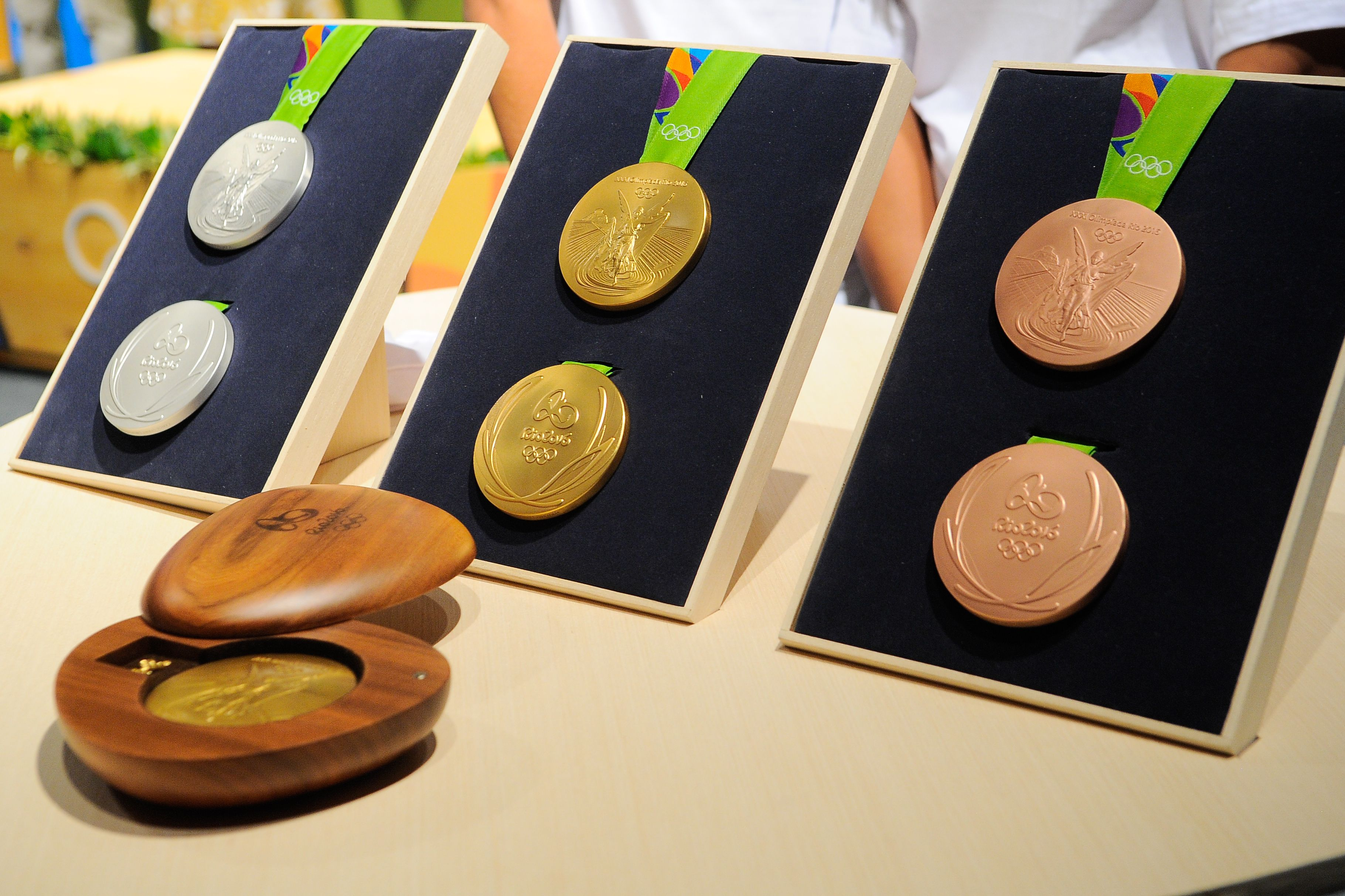
Олимпийские медали

Ниже представлен список всех призёров летних Олимпийских игр 2016 года, которые прошли с 5 по 21 августа в Рио-де-Жанейро, Бразилия. В соревнованиях приняли участие более 11 000 спортсменов, которые разыграли 306 комплектов медалей в 28 видах спорта.

## Академическая гребля

### Мужчины
| Дисциплина                | Золото | Серебро | Бронза |
| Одиночки                  | Махе Драйсдейл (NZL) | Дамир Мартин (CRO) | Ондржей Сынек (CZE) |
| Двойки                    | Новая Зеландия · Эрик Маррей · Хэмиш Бонд | ЮАР · Лоуренс Бриттейн · Шон Килинг | Италия · Джованни Абаньяле · Марко Ди Костанцо |
| Двойки парные             | Хорватия · Мартин Синкович · Валент Синкович | Литва · Миндаугас Гришконис · Саулюс Риттер | Норвегия · Хьетиль Борш · Олаф Туфте |
| Двойки парные, лёгкий вес | Франция · Жереми Азу · Пьерр Уен | Ирландия · Гэри О’Донован · Пол О’Донован | Норвегия · Кристоффер Брун · Аре Страндли |
| Четвёрки                  | Великобритания · Алекс Грегори · Мохамед Сбихи · Джордж Нэш · Константин Лулудис                                                                          | Австралия · Уильям Локвуд · Джошуа Данкли-Смит · Джош Бут · Александер Хилл | Италия · Доминико Монтроне · Маттео Кастальдо · Маттео Лодо · Джузеппе Вичино                                                                                         |
| Четвёрки парные           | Германия · Филипп Венде · Лауриц Шоф · Карл Шульце · Ханс Груне                                                                                           | Австралия · Карстен Форстерлинг · Александр Белоногофф · Камерон Гердлстон · Джеймс Макрей                                                                                      | Эстония · Андрей Ямся · Аллар Рая · Тыну Эндрексон · Каспар Таймсоо                                                                                                   |
| Четвёрки, лёгкий вес      | Швейцария · Лукас Трамер · Симон Шюрх · Симон Нипман · Марио Гюр                                                                                          | Дания · Якоб Ларсен · Якоб Барсёэ · Мортен Йоргенсен · Каспер Йоргенсен | Франция · Франк Сольфороси · Томас Барух · Гийом Рено · Тибо Колар |
| Восьмёрки                 | Великобритания · Скотт Дюрант · Том Рэнсли · Эндрю Триггз-Ходж · Мэтт Готрел · Пит Рид · Пол Беннетт · Мэтт Лэнгридж · Уильям Сэтч · Филан Хилл (рулевой) | Германия · Максимилиан Мунски · Мальте Якшик · Андреас Куффнер · Эрик Йоханнесен · Максимилиан Райнельт · Феликс Драхотта · Рихард Шмидт · Ханнес Оцик · Мартин Зауэр (рулевой) | Нидерланды · Дирк Эйттенбогард · Боаз Мейлинк · Кай Хендрикс · Будевейн Рёэлл · Оливир Сигелар · Тони Витен · Мехил Верслёйс · Петер Вирсум · Роберт Люккен (рулевой) |

### Женщины
| Дисциплина                | Золото | Серебро | Бронза |
| Одиночки                  | Ким Бреннан (AUS) | Дженевра Стоун (USA) | Дуань Цзинли (CHN) |
| Двойки                    | Великобритания · Хелен Гловер · Хизер Стэннинг | Новая Зеландия · Женевьев Берент · Ребекка Скоун | Дания · Хедвиг Расмуссен · Анне Андерсен |
| Двойки парные             | Польша · Магдалена Фуларчик · Наталия Мадай | Великобритания · Кэтрин Грейнджер · Виктория Торнли | Литва · Доната Виштартайте · Милда Вальчюкайте |
| Двойки парные, лёгкий вес | Нидерланды · Майке Хеад · Илсе Паулис | Канада · Линдсей Дженнерич · Патрисия Оби | Китай · Хуан Вэньи · Пань Фэйхун |
| Четвёрки парные           | Германия · Аннекатрин Тиле · Карина Бер · Юлия Лир · Лиза Шмидла                                                                                               | Нидерланды · Шанталь Ахтерберг · Николь Бёкерс · Инге Янссен · Карлин Бау                                                                                             | Польша · Мария Спрингвальд · Йоанна Лещинская · Агнешка Кобус · Моника Цячух                                                                                         |
| Восьмёрки                 | США · Эмили Реган · Керри Симмондс · Аманда Полк · Лорен Шметтерлинг · Меган Мусницки · Тесса Гоббо · Элеанор Логан · Аманда Элмор · Кейтлин Снайдер (рулевая) | Великобритания · Кэтрин Гривз · Мелани Уилсон · Фрэнсис Хотон · Полли Суонн · Джессика Эдди · Оливия Карнеги-Браун · Карен Беннетт · Зои Ли · Зои Де Толедо (рулевая) | Румыния · Роксана Коджану · Йоана Струнгару · Михаэла Петрилэ · Юлиана Попа · Мэдэлина Береш · Лаура Опря · Аделина Богуш · Андрея Богьян · Даниэла Друнча (рулевая) |

## Бадминтон
| Дисциплина               | Золото                                     | Серебро                                         | Бронза                                        |
| Мужской одиночный разряд | Чэнь Лун (CHN)                             | Ли Чонг Вей (MAS)                               | Виктор Аксельсен (DEN)                        |
| Мужской парный разряд    | Китай · Фу Хайфэн · Чжан Нань              | Малайзия · У Вэй Шем · Тань Уи Кенг             | Великобритания · Маркус Эллис · Крис Лэндридж |
| Женский одиночный разряд | Каролина Марин (ESP)                       | Пусарла Венката Синдху (IND)                    | Нодзоми Окухара (JPN)                         |
| Женский парный разряд    | Япония · Мисаки Мацутомо · Аяка Такахаси   | Дания · Камилла Рюттер Юль · Кристинна Педерсен | Республика Корея · Чон Гён Ын · Син Сын Чхан  |
| Смешанный парный разряд  | Индонезия · Тонтови Ахмад · Лилиана Натсир | Малайзия · Чэнь Пэнсун · У Люин                 | Китай · Чжан Нань · Чжао Юньлэй               |

## Баскетбол
| Дисциплина | Золото | Серебро | Бронза |
| Мужчины    | США Харрисон Барнс · Джимми Батлер · Дрэймонд Грин · Демар Дерозан · Деандре Джордан · Пол Джордж · Кевин Дюрант · Кайри Ирвинг · Демаркус Казинс · Кайл Лоури · Клей Томпсон · Кармело Энтони     | Сербия Стефан Бирчевич · Богдан Богданович · Никола Йокич · Стефан Йович · Никола Калинич · Стефан Маркович · Милан Мачван · Неманя Недович · Мирослав Радульица · Марко Симонович · Милош Теодосич · Владимир Штимац | Испания Алекс Абринес · Пау Газоль · Хосе Кальдерон · Виктор Клавер · Серхио Льюль · Никола Миротич · Хуан Карлос Наварро · Фелипе Рейес · Серхио Родригес · Рики Рубио · Руди Фернандес · Вилли Эрнангомес       |
| Женщины    | США Сью Бёрд · Бриттни Грайнер · Елена Делле Донн · Тамика Кэтчингс · Энджел Маккатри · Майя Мур · Сеймон Огастус · Брианна Стюарт · Дайана Таурази · Линдсей Уэйлен · Сильвия Фаулз · Тина Чарльз | Испания Лаура Гиль · Сильвия Домингес · Лаура Кеведо · Анна Крус · Асту Ндур · Лаура Николлс · Лаия Палау · Лусила Паскуа · Леонор Родригес · Летисия Ромеро · Альба Торренс · Марта Шаргай                           | Сербия Даяна Бутулия · Ана Дабович · Милица Дабович · Невена Йованович · Саша Крнич · Елена Милованович · Даниэль Пейдж · Соня Петрович · Тамара Радочай · Драгана Станкович · Александра Црвендакич · Саша Чаджо |

## Бокс

### Мужчины
| Категория   | Золото                      | Серебро                    | Бронза                          |
| До 49 кг    | Хасанбой Дусматов (UZB)     | Юберхен Мартинес (COL)     | Хоанис Архилагос (CUB)          |
| До 49 кг    | Хасанбой Дусматов (UZB)     | Юберхен Мартинес (COL)     | Нико Эрнандес (USA)             |
| До 52 кг    | Шахобидин Зоиров (UZB)      | Йоэль Финоль (VEN)         | Вакантно                        |
| До 52 кг    | Шахобидин Зоиров (UZB)      | Йоэль Финоль (VEN)         | Ху Цзяньгуань (CHN)             |
| До 56 кг    | Робейси Рамирес (CUB)       | Шакур Стивенсон (USA)      | Владимир Никитин (RUS)          |
| До 56 кг    | Робейси Рамирес (CUB)       | Шакур Стивенсон (USA)      | Муроджон Ахмадалиев (UZB)       |
| До 60 кг    | Робсон Консейсан (BRA)      | Софьян Умиа (FRA)          | Ласаро Альварес (CUB)           |
| До 60 кг    | Робсон Консейсан (BRA)      | Софьян Умиа (FRA)          | Доржнямбуугийн Отгондалай (MGL) |
| До 64 кг    | Фазлиддин Гаибназаров (UZB) | Лоренсо Сотомайор (AZE)    | Виталий Дунайцев (RUS)          |
| До 64 кг    | Фазлиддин Гаибназаров (UZB) | Лоренсо Сотомайор (AZE)    | Артём Арутюнян (GER)            |
| До 69 кг    | Данияр Елеусинов (KAZ)      | Шахрам Гиясов (UZB)        | Мохаммед Рабии (MAR)            |
| До 69 кг    | Данияр Елеусинов (KAZ)      | Шахрам Гиясов (UZB)        | Сулейман Сиссоко (FRA)          |
| До 75 кг    | Арлен Лопес (CUB)           | Бектемир Меликузиев (UZB)  | Мисаэль Родригес (MEX)          |
| До 75 кг    | Арлен Лопес (CUB)           | Бектемир Меликузиев (UZB)  | Камран Шахсуварлы (AZE)         |
| До 81 кг    | Хулио Сесар Ла Крус (CUB)   | Адильбек Ниязымбетов (KAZ) | Джошуа Буатси (GBR)             |
| До 81 кг    | Хулио Сесар Ла Крус (CUB)   | Адильбек Ниязымбетов (KAZ) | Матьё Бодерлик (FRA)            |
| До 91 кг    | Евгений Тищенко (RUS)       | Василий Левит (KAZ)        | Рустам Тулаганов (UZB)          |
| До 91 кг    | Евгений Тищенко (RUS)       | Василий Левит (KAZ)        | Эрисланди Савон (CUB)           |
| Свыше 91 кг | Тони Йока (FRA)             | Джозеф Джойс (GBR)         | Филип Хргович (CRO)             |
| Свыше 91 кг | Тони Йока (FRA)             | Джозеф Джойс (GBR)         | Иван Дычко (KAZ)                |

### Женщины
| Категория | Золото               | Серебро             | Бронза                   |
| До 51 кг  | Никола Адамс (GBR)   | Сара Урамун (FRA)   | Жэнь Цаньцань (CHN)      |
| До 51 кг  | Никола Адамс (GBR)   | Сара Урамун (FRA)   | Ингрит Валенсия (COL)    |
| До 60 кг  | Эстель Моссели (FRA) | Инь Цзюньхуа (CHN)  | Мира Потконен (FIN)      |
| До 60 кг  | Эстель Моссели (FRA) | Инь Цзюньхуа (CHN)  | Анастасия Белякова (RUS) |
| До 75 кг  | Кларесса Шилдс (USA) | Нушка Фонтейн (NED) | Дарига Шакимова (KAZ)    |
| До 75 кг  | Кларесса Шилдс (USA) | Нушка Фонтейн (NED) | Ли Цянь (CHN)            |

## Борьба

### Греко-римская борьба
| Дисциплина | Золото                    | Серебро               | Бронза                    |
| До 59 кг   | Исмаэль Борреро (CUB)     | Синобу Ота (JPN)      | Эльмурат Тасмурадов (UZB) |
| До 59 кг   | Исмаэль Борреро (CUB)     | Синобу Ота (JPN)      | Стиг Андре Берге (NOR)    |
| До 66 кг   | Давор Штефанек (SRB)      | Мигран Арутюнян (ARM) | Шмаги Болквадзе (GEO)     |
| До 66 кг   | Давор Штефанек (SRB)      | Мигран Арутюнян (ARM) | Расул Чунаев (AZE)        |
| До 75 кг   | Роман Власов (RUS)        | Марк Мадсен (DEN)     | Ким Хён У (KOR)           |
| До 75 кг   | Роман Власов (RUS)        | Марк Мадсен (DEN)     | Саид Абдвали (IRI)        |
| До 85 кг   | Давит Чакветадзе (RUS)    | Жан Беленюк (UKR)     | Джавид Гамзатов (BLR)     |
| До 85 кг   | Давит Чакветадзе (RUS)    | Жан Беленюк (UKR)     | Денис Кудла (GER)         |
| До 98 кг   | Артур Алексанян (ARM)     | Ясмани Луго (CUB)     | Дженк Ильдем (TUR)        |
| До 98 кг   | Артур Алексанян (ARM)     | Ясмани Луго (CUB)     | Гасем Резаи (IRI)         |
| До 130 кг  | Михаин Лопес Нуньес (CUB) | Рыза Каяалп (TUR)     | Сергей Семёнов (RUS)      |
| До 130 кг  | Михаин Лопес Нуньес (CUB) | Рыза Каяалп (TUR)     | Сабах Шариати (AZE)       |

### Вольная борьба

#### Мужчины
| Дисциплина | Золото                      | Серебро              | Бронза                  |
| До 57 кг   | Владимир Хинчегашвили (GEO) | Рэй Хигути (JPN)     | Гаджи Алиев (AZE)       |
| До 57 кг   | Владимир Хинчегашвили (GEO) | Рэй Хигути (JPN)     | Хасан Рахими (IRI)      |
| До 65 кг   | Сослан Рамонов (RUS)        | Тогрул Аскеров (AZE) | Франк Чамисо (ITA)      |
| До 65 кг   | Сослан Рамонов (RUS)        | Тогрул Аскеров (AZE) | Ихтиёр Наврузов (UZB)   |
| До 74 кг   | Хассан Яздани (IRI)         | Аниуар Гедуев (RUS)  | Джабраил Гасанов (AZE)  |
| До 74 кг   | Хассан Яздани (IRI)         | Аниуар Гедуев (RUS)  | Сонер Демирташ (TUR)    |
| До 86 кг   | Абдулрашид Садулаев (RUS)   | Селим Яшар (TUR)     | Шариф Шарифов (AZE)     |
| До 86 кг   | Абдулрашид Садулаев (RUS)   | Селим Яшар (TUR)     | Джейден Кокс (USA)      |
| До 97 кг   | Кайл Снайдер (USA)          | Хетаг Гозюмов (AZE)  | Альберт Саритов (ROU)   |
| До 97 кг   | Кайл Снайдер (USA)          | Хетаг Гозюмов (AZE)  | Магомед Ибрагимов (UZB) |
| До 125 кг  | Таха Акгюль (TUR)           | Комейл Гасеми (IRI)  | Ибрагим Саидов (BLR)    |
| До 125 кг  | Таха Акгюль (TUR)           | Комейл Гасеми (IRI)  | Гено Петриашвили (GEO)  |

#### Женщины
| Дисциплина | Золото              | Серебро                 | Бронза                    |
| До 48 кг   | Эри Тосака (JPN)    | Мария Стадник (AZE)     | Сунь Янань (CHN)          |
| До 48 кг   | Эри Тосака (JPN)    | Мария Стадник (AZE)     | Елица Янкова (BUL)        |
| До 53 кг   | Хелен Марулис (USA) | Саори Ёсида (JPN)       | Наталья Синишин (AZE)     |
| До 53 кг   | Хелен Марулис (USA) | Саори Ёсида (JPN)       | София Маттссон (SWE)      |
| До 58 кг   | Каори Итё (JPN)     | Валерия Коблова (RUS)   | Марва Амри (TUN)          |
| До 58 кг   | Каори Итё (JPN)     | Валерия Коблова (RUS)   | Сакши Малик (IND)         |
| До 63 кг   | Рисако Каваи (JPN)  | Мария Мамошук (BLR)     | Екатерина Ларионова (KAZ) |
| До 63 кг   | Рисако Каваи (JPN)  | Мария Мамошук (BLR)     | Моника Михалик (POL)      |
| До 69 кг   | Сара Досё (JPN)     | Наталья Воробьёва (RUS) | Эльмира Сыздыкова (KAZ)   |
| До 69 кг   | Сара Досё (JPN)     | Наталья Воробьёва (RUS) | Йенни Франссон (SWE)      |
| До 75 кг   | Эрика Уибе (CAN)    | Гюзель Манюрова (KAZ)   | Чжан Фэнлю (CHN)          |
| До 75 кг   | Эрика Уибе (CAN)    | Гюзель Манюрова (KAZ)   | Екатерина Букина (RUS)    |

## Велоспорт

### Шоссейные гонки
| Дисциплина                                         | Золото                     | Серебро                 | Бронза                     |
| Групповая гонка, мужчины                           | Грег Ван Авермат (BEL)     | Якоб Фульсанг (DEN)     | Рафал Майка (POL)          |
| Индивидуальная гонка с раздельным стартом, мужчины | Фабиан Канчеллара (SUI)    | Том Дюмулен (NED)       | Крис Фрум (GBR)            |
| Групповая гонка, женщины                           | Анна ван дер Брегген (NED) | Эмма Юханссон (SWE)     | Элиза Лонго Боргини (ITA)  |
| Индивидуальная гонка с раздельным стартом, женщины | Кристин Армстронг (USA)    | Ольга Забелинская (RUS) | Анна ван дер Брегген (NED) |

### Трековые гонки

#### Мужчины
| Дисциплина                    | Золото                                                                  | Серебро                                                                                         | Бронза                                                                                            |
| Командная гонка преследования | Великобритания · Стивен Бёрк · Эд Клэнси · Оуэйн Доулл · Брэдли Уиггинс | Австралия · Джек Бобридж · Александер Эдмондсон · Майкл Хепбёрн · Сэм Уэлсфорд · Каллум Скотсон | Дания · Лассе Норман Хансен · Никлас Ларсен · Фредерик Мадсен · Каспер фон Фольсах · Расмус Кводе |
| Спринт                        | Джейсон Кенни (GBR)                                                     | Каллум Скиннер (GBR)                                                                            | Денис Дмитриев (RUS)                                                                              |
| Командный спринт              | Великобритания · Джейсон Кенни · Каллум Скиннер · Филип Хайндс          | Новая Зеландия · Эдди Доукинс · Итан Митчелл · Сэм Уэбстер                                      | Франция · Грегори Боже · Микаэль Д’Альмейда · Франсуа Первис                                      |
| Кейрин                        | Джейсон Кенни (GBR)                                                     | Маттейс Бюхли (NED)                                                                             | Азизульхасни Аванг (MAS)                                                                          |
| Омниум                        | Элиа Вивиани (ITA)                                                      | Марк Кавендиш (GBR)                                                                             | Лассе Норман Хансен (DEN)                                                                         |

#### Женщины
| Дисциплина                    | Золото                                                                         | Серебро                                                            | Бронза                                                                                    |
| Командная гонка преследования | Великобритания · Кэти Арчибальд · Элинор Баркер · Джоанна Роуселл · Лора Тротт | США · Дженнифер Валент · Хлоя Дайгерт · Келли Кэтлин · Сара Хаммер | Канада · Эллисон Беверидж · Ясмин Глессер · Кирсти Лэй · Джорджия Симмерлинг · Лора Браун |
| Спринт                        | Кристина Фогель (GER)                                                          | Ребекка Джеймс (GBR)                                               | Кэти Марчант (GBR)                                                                        |
| Командный спринт              | Китай · Гун Цзиньцзе · Чжун Тяньши                                             | Россия · Дарья Шмелёва · Анастасия Войнова                         | Германия · Мириам Вельте · Кристина Фогель                                                |
| Кейрин                        | Элис Лигтле (NED)                                                              | Ребекка Джеймс (GBR)                                               | Анна Мирс (AUS)                                                                           |
| Омниум                        | Лора Тротт (GBR)                                                               | Сара Хаммер (USA)                                                  | Жольен Д’Ор (BEL)                                                                         |

### Маунтинбайк
| Дисциплина | Золото               | Серебро               | Бронза               |
| Мужчины    | Нино Шуртер (SUI)    | Ярослав Кулхави (CZE) | Карлос Колома (ESP)  |
| Женщины    | Йенни Риссведс (SWE) | Мая Влощовская (POL)  | Кэтрин Пендрел (CAN) |

### BMX
| Дисциплина | Золото              | Серебро                | Бронза                 |
| Мужчины    | Коннор Филдс (USA)  | Йелле ван Горком (NED) | Карлос Рамирес (COL)   |
| Женщины    | Мариана Пахон (COL) | Элис Пост (USA)        | Стефани Эрнандес (VEN) |

## Водное поло
| Дисциплина | Золото | Серебро | Бронза |
| Мужчины    | Сербия · Милан Алексич · Живко Гоцич · Душан Мандич · Бранислав Митрович · Стефан Митрович · Слободан Никич · Гойко Пиетлович · Душко Пиетлович · Андрия Прлаинович · Сава Ранджелович · Филип Филипович · Милош Чук · Никола Якшич | Хорватия · Марко Бияч · Лука Букич · Дамир Бурич · Андро Бушле · Хавьер Гарсия · Маро Йокович · Иван Крапич · Лука Лончар · Марко Мацан · Йосип Павич · Антонио Петкович · Сандро Сукно · Анджело Шетка                                    | Италия · Маттео Айкарди · Микаэль Бодега · Алессандро Велотто · Валентино Галло · Марко Дель Лунго · Николо Джитто · Франческо Ди Фульвио · Алессандро Нора · Кристиан Пресчутти · Николас Пресчутти · Стефано Темпести · Пьетро Фильоли · Андреа Фонделли |
| Женщины    | США · Кейли Гилкирст · Эшли Джонсон · Мелисса Сайдемен · Кэролин Кларк · Кэмерин Крэйг · Мэдди Масселмен · Кортни Мэтьюсон · Кайла Ньюшул · Мэгги Стеффенс · Ария Фишер · Макензи Фишер · Рейчел Фэттел · Саманта Хилл              | Италия · Розария Аелло · Роберта Бьянкони · Арианна Гариботти · Джулия Горлеро · Таня Ди Марио · Элиза Квейроло · Александра Котти · Франческа Помери · Федерика Радикки · Кьяра Табани · Лаура Теани · Тереза Фрассинетти · Джулия Эммоло | Россия · Мария Борисова · Надежда Глызина · Ольга Горбунова · Анна Гринёва · Евгения Иванова · Эльвина Каримова · Анна Карнаух · Екатерина Лисунова · Екатерина Прокофьева · Анастасия Симанович · Евгения Соболева · Анна Тимофеева · Анна Устюхина       |

## Волейбол

### Волейбол
|         | Золото | Серебро | Бронза |
| Мужчины | БразилияБруно · Уильям · Дуглас · Липе · Рикардо Лукарелли · Лукас · Маурисио Боржес · Маурисио Соуза · Сержио · Уоллес · Эвандро · Эдер     | ИталияОлег Антонов · Эмануэле Бирарелли · Симоне Бути · Лука Веттори · Симоне Джанелли · Иван Зайцев · Массимо Колачи · Филиппо Ланца · Маттео Пьяно · Сальваторе Россини · Даниэле Соттиле · Османи Хуанторена          | СШАМэттью Андерсон · Мика Кристенсон · Дэвид Ли · Уильям Придди · Аарон Рассел · Тейлор Сандер · Дэвид Смит · Мёрфи Трой · Максвелл Холт · Кавика Шоджи · Эрик Шоджи · Томас Яшке            |
| Женщины | КитайВэй Цююэ · Гун Сянъюй · Дин Ся · Линь Ли · Лю Сяотун · Сюй Юньли · Хуэй Жоци · Чжан Чаннин · Чжу Тин · Юань Синьюэ · Ян Фансюй · Янь Ни | СербияТияна Бошкович · Йована Бракочевич · Бьянка Буша · Стефана Велькович · Бояна Живкович · Тияна Малешевич · Бранкица Михайлович · Елена Николич · Мая Огненович · Сильвия Попович · Милена Рашич · Йована Стеванович | СШАРэйчел Адамс · Фолук Акинрадево · Кайла Бануорт · Алиша Гласс · Криста Дитцен · Джордан Ларсон · Карли Ллойд · Карста Лоу · Келли Мёрфи · Келси Робинсон · Кортни Томпсон · Кимберли Хилл |

### Пляжный волейбол
|         | Золото                                        | Серебро                                     | Бронза                                          |
| Мужчины | Бразилия · Алисон Серутти · Бруно Оскар Шмидт | Италия · Даниэле Лупо · Паоло Николаи       | Нидерланды · Александер Брауэр · Роберт Меувсен |
| Женщины | Германия · Лаура Людвиг · Кира Валькенхорст   | Бразилия · Агата Беднарчук · Барбара Сейшас | США · Эйприл Росс · Керри Уолш Дженнингс        |

## Гандбол
| Дисциплина | Золото | Серебро | Бронза |
| Мужчины    | Дания · Николас Ландин · Рене Тофт Хансен · Мадс Кристиансен · Хенрик Мёльгор · Мадс Менса Ларсен · Каспер Сённергор · Каспер Ульрих Мортенсен · Хенрик Тофт Хансен · Йеспер Нёддесбо · Миккель Хансен · Яник Грин · Мортен Ольсен · Лассе Сван · Микаэль Дамгор                          | Франция · Люк Абало · Микаэль Гигу · Матьё Гребилль · Адриен Дипанда · Венсан Жерар · Люка Карабатич · Никола Карабатич · Кантен Маэ · Даниэль Нарсисс · Тимоти Н’Гуэссан · Оливье Ньокас · Тьерри Омейе · Валантен Порт · Седрик Сорендо · Людовик Фабрегас | Германия · Штеффен Вайнхольд · Фабиан Виде · Патрик Винцек · Андреас Вольфф · Уве Генсхаймер · Кристиан Диссингер · Пауль Друкс · Юлиус Кюн · Финн Лемке · Хендрик Пекелер · Тобиас Райхман · Штеффен Фет · Сильвио Хайнефеттер · Кай Хефнер · Мартин Штробель        |
| Женщины    | Россия · Ольга Акопян · Ирина Близнова · Владлена Бобровникова · Анна Вяхирева · Дарья Дмитриева · Татьяна Ерохина · Виктория Жилинскайте · Екатерина Ильина · Виктория Калинина · Полина Кузнецова · Екатерина Маренникова · Майя Петрова · Анна Седойкина · Анна Сень · Марина Судакова | Франция · Камиль Айлон · Клоэ Бюллё · Тамара Горачек · Лора Глозе · Сираба Дембеле · Грас Заади · Александра Лакрабер · Лориса Ландр · Амандин Лейно · Эстель Нзе Минко · Ньонсиан Ньомбла · Алисон Пино · Мари Прувансье · Манон Уэтт · Беатрис Эдвиж       | Норвегия · Ида Альстад · Эмили Хег Арнцен · Кари Олвик Гримсбё · Вероника Кристиансен · Аманда Куртович · Хейди Лёке · Катрин Лунде · Нора Мёрк · Мари Молид · Стине Офтедал · Линн-Кристин Рьегельхут-Корен · Санна Сульберг · Марит Мальм Фрафьорд · Камилла Херрем |

## Гольф
| Дисциплина | Золото             | Серебро              | Бронза             |
| Мужчины    | Джастин Роуз (GBR) | Хенрик Стенсон (SWE) | Мэтт Кучар (USA)   |
| Женщины    | Пак Ин Би (KOR)    | Лидия Ко (NZL)       | Фэн Шаньшань (CHN) |

## Гребля на байдарках и каноэ

### Гладкая вода

#### Мужчины
| Дисциплина                     | Золото                                                            | Серебро                                                       | Бронза                                                           |
| Каноэ-одиночки, 200 метров     | Юрий Чебан (UKR)                                                  | Валентин Демьяненко (AZE)                                     | Изакиас Кейрос (BRA)                                             |
| Каноэ-одиночки, 1000 метров    | Себастьян Брендель (GER)                                          | Изакиас Кейрос (BRA)                                          | Илья Штокалов (RUS)                                              |
| Каноэ-двойки, 1000 метров      | Германия · Себастьян Брендель · Ян Фандрей                        | Бразилия · Эрлон Силва · Изакиас Кейрос                       | Украина · Дмитрий Янчук · Тарас Мищук                            |
| Байдарки-одиночки, 200 метров  | Лиам Хит (GBR)                                                    | Максим Бомон (FRA)                                            | Сауль Кравиотто (ESP)                                            |
| Байдарки-одиночки, 200 метров  | Лиам Хит (GBR)                                                    | Максим Бомон (FRA)                                            | Рональд Рауэ (GER)                                               |
| Байдарки-одиночки, 1000 метров | Маркус Вальц (ESP)                                                | Йосеф Досталь (CZE)                                           | Роман Аношкин (RUS)                                              |
| Байдарки-двойки, 200 метров    | Испания · Сауль Кравиотто · Кристиан Торо                         | Великобритания · Лиам Хит · Джонатан Скофилд                  | Литва · Ауримас Ланкас · Эдвинас Раманаускас                     |
| Байдарки-двойки, 1000 метров   | Германия · Макс Рендшмидт · Маркус Гросс                          | Сербия · Марко Томичевич · Миленко Зорич                      | Австралия · Кен Уоллес · Лаклан Тейм                             |
| Байдарки-четвёрки, 1000 метров | Германия · Макс Рендшмидт · Том Либшер · Макс Хофф · Маркус Гросс | Словакия · Денис Мишак · Эрик Влчек · Юрай Тарр · Тибор Линка | Чехия · Даниэль Гавел · Лукаш Трефил · Йосеф Досталь · Ян Штерба |

#### Женщины
| Дисциплина                    | Золото                                                                        | Серебро                                                                       | Бронза                                                                            |
| Байдарки-одиночки, 200 метров | Лиза Кэррингтон (NZL)                                                         | Марта Вальчикевич (POL)                                                       | Инна Осипенко-Радомская (AZE)                                                     |
| Байдарки-одиночки, 500 метров | Данута Козак (HUN)                                                            | Эмма Йёргенсен (DEN)                                                          | Лиза Кэррингтон (NZL)                                                             |
| Байдарки-двойки, 500 метров   | Венгрия · Габриэлла Сабо · Данута Козак                                       | Германия · Франциска Вебер · Тина Дитце                                       | Польша · Каролина Ная · Беата Миколайчик                                          |
| Байдарки-четвёрки, 500 метров | Венгрия · Габриэлла Сабо · Данута Козак · Тамара Чипеш · Кристина Фазекаш Цур | Германия · Сабрина Херинг · Франциска Вебер · Штеффи Кригерштайн · Тина Дитце | Беларусь · Маргарита Махнёва · Надежда Лепешко · Ольга Худенко · Марина Литвинчук |

### Гребной слалом
| Дисциплина                 | Золото                                      | Серебро                                          | Бронза                               |
| Байдарки-одиночки, мужчины | Джозеф Кларк (GBR)                          | Петер Каузер (SLO)                               | Иржи Прскавец (CZE)                  |
| Каноэ-одиночки, мужчины    | Денис Гарго Шаню (FRA)                      | Матей Беньюш (SVK)                               | Такуя Ханэда (JPN)                   |
| Каноэ-двойки, мужчины      | Словакия · Ладислав Шкантар · Петер Шкантар | Великобритания · Дэвид Флоренс · Ричард Хаунслоу | Франция · Готье Клаусс · Маттьё Пеше |
| Байдарки-одиночки, женщины | Маялен Шурро (ESP)                          | Луука Джонс (NZL)                                | Джессика Фокс (AUS)                  |

## Дзюдо

### Мужчины
| Дисциплина   | Золото                 | Серебро                   | Бронза                   |
| До 60 кг     | Беслан Мудранов (RUS)  | Елдос Сметов (KAZ)        | Наохиса Такато (JPN)     |
| До 60 кг     | Беслан Мудранов (RUS)  | Елдос Сметов (KAZ)        | Диёрбек Урозбоев (UZB)   |
| До 66 кг     | Фабио Базиле (ITA)     | Ан Ба Уль (KOR)           | Масаси Эбинума (JPN)     |
| До 66 кг     | Фабио Базиле (ITA)     | Ан Ба Уль (KOR)           | Ришод Собиров (UZB)      |
| До 73 кг     | Сёхэй Оно (JPN)        | Рустам Оруджев (AZE)      | Лаша Шавдатуашвили (GEO) |
| До 73 кг     | Сёхэй Оно (JPN)        | Рустам Оруджев (AZE)      | Дирк Ван Тихелт (BEL)    |
| До 81 кг     | Хасан Халмурзаев (RUS) | Трэвис Стивенс (USA)      | Серджу Тома (UAE)        |
| До 81 кг     | Хасан Халмурзаев (RUS) | Трэвис Стивенс (USA)      | Таканори Нагасэ (JPN)    |
| До 90 кг     | Масю Бейкер (JPN)      | Варлам Липартелиани (GEO) | Квак Тонхан (KOR)        |
| До 90 кг     | Масю Бейкер (JPN)      | Варлам Липартелиани (GEO) | Чэн Сюньчжао (CHN)       |
| До 100 кг    | Лукаш Крпалек (CZE)    | Эльмар Гасымов (AZE)      | Сириль Маре (FRA)        |
| До 100 кг    | Лукаш Крпалек (CZE)    | Эльмар Гасымов (AZE)      | Рюносукэ Хага (JPN)      |
| Свыше 100 кг | Тедди Ринер (FRA)      | Хисаёси Харасава (JPN)    | Рафаэл Силва (BRA)       |
| Свыше 100 кг | Тедди Ринер (FRA)      | Хисаёси Харасава (JPN)    | Ор Сассон (ISR)          |

### Женщины
| Дисциплина  | Золото                   | Серебро                    | Бронза                       |
| До 48 кг    | Паула Парето (ARG)       | Чон Богён (KOR)            | Ами Кондо (JPN)              |
| До 48 кг    | Паула Парето (ARG)       | Чон Богён (KOR)            | Галбадрахын Отгонцэцэг (KAZ) |
| До 52 кг    | Майлинда Кельменди (KOS) | Одетте Джуффрида (ITA)     | Мисато Накамура (JPN)        |
| До 52 кг    | Майлинда Кельменди (KOS) | Одетте Джуффрида (ITA)     | Наталья Кузютина (RUS)       |
| До 57 кг    | Рафаэла Силва (BRA)      | Доржсурэнгийн Сумъяа (MGL) | Телма Монтейру (POR)         |
| До 57 кг    | Рафаэла Силва (BRA)      | Доржсурэнгийн Сумъяа (MGL) | Каори Мацумото (JPN)         |
| До 63 кг    | Тина Трстеняк (SLO)      | Кларисс Агбеньену (FRA)    | Ярден Джерби (ISR)           |
| До 63 кг    | Тина Трстеняк (SLO)      | Кларисс Агбеньену (FRA)    | Аника ван Эмден (NED)        |
| До 70 кг    | Харука Татимото (JPN)    | Юри Альвеар (COL)          | Салли Конуэй (GBR)           |
| До 70 кг    | Харука Татимото (JPN)    | Юри Альвеар (COL)          | Лаура Варгас-Кох (GER)       |
| До 78 кг    | Кайла Харрисон (USA)     | Одри Чёмео (FRA)           | Майра Агиар (BRA)            |
| До 78 кг    | Кайла Харрисон (USA)     | Одри Чёмео (FRA)           | Анамари Веленшек (SLO)       |
| Свыше 78 кг | Эмили Андеоль (FRA)      | Идалис Ортис (CUB)         | Канаэ Ямабэ (JPN)            |
| Свыше 78 кг | Эмили Андеоль (FRA)      | Идалис Ортис (CUB)         | Юй Сун (CHN)                 |

## Конный спорт
| Дисциплина          | Золото | Серебро | Бронза |
| Личная выездка      | Шарлотта Дюжарден на Valegro (GBR) | Изабель Верт на Weihegold Old (GER)                                                                                                   | Кристина Брёринг-Шпрехе на Desperados FRH (GER)                                                                                               |
| Командная выездка   | Германия · Кристина Брёринг-Шпрехе на Desperados FRH · Изабель Верт на Weihegold Old · Сонке Рётенбергер на Cosmo · Дороте Шнайдер на Showtime FRH          | Великобритания · Фиона Бигвуд на Orthilia · Шарлотта Дюжарден на Valegro · Спенсер Уилтон на Super Nova II · Карл Хестер на Nip Tuck  | США · Эллисон Брок на Rosevelt · Лаура Грейвс на Verdades · Кейси Перри-Гласс на Dublet · Стеффен Питерс на Legolas 92                        |
| Личное троеборье    | Михаэль Юнг на Sam FBW (GER) | Астье Николя на Piaf de B'Neville (FRA)                                                                                               | Филлип Даттон на Mighty Nice (USA) |
| Командное троеборье | Франция · Карим Флоран Лагуаг на Entebbe · Матьё Лемуан на Bart L · Астье Николя на Piaf de B’Neville · Тибо Валетт на Qing du Briot                        | Германия · Сандра Ауффарт на Opgun Louvo · Михаэль Юнг на Sam FBW · Ингрид Климке на Hale-Bob OLD · Юлия Краевски на Samourai du Thot | Австралия · Кристофер Бёртон на Santano II · Сэм Гриффитс на Paulank Brockagh · Шейн Роуз на CP Qualified · Стюарт Тинни на Pluto Mio         |
| Личный конкур       | Николас Скелтон на Big Star (GBR) | Педер Фредриксон на All In (SWE) | Эрик Ламаз на Fine Lady 5 (CAN) |
| Командный конкур    | Франция · Роже Ив Бос на Sydney Une Prince · Пенелопа Лепревос на Flora De Mariposa · Филипп Розье на Rahotep De Toscane · Кевин Сто на Reveur De Hurtebise | США · Люси Дэвис на Barron · Кент Фаррингтон на Voyeur · Элизабет Мэдден на 'Cortes’c · Маклейн Уорд на Azur                          | Германия · Кристиан Альман на Taloubet Z · Лудгер Бербаум на Casello · Даниэль Дойссер на First Class · Мередит Микаельс-Бербаум на Fibonacci |

## Лёгкая атлетика

### Мужчины
| Дисциплина                  | Золото                                                                                            | Серебро                                                                                     | Бронза                                                                                           |
| 100 метров                  | Усэйн Болт (JAM)                                                                                  | Джастин Гэтлин (USA)                                                                        | Андре Де Грасс (CAN)                                                                             |
| 200 метров                  | Усэйн Болт (JAM)                                                                                  | Андре Де Грасс (CAN)                                                                        | Кристоф Леметр (FRA)                                                                             |
| 400 метров                  | Уэйд ван Никерк (RSA)                                                                             | Кирани Джеймс (GRN)                                                                         | Лашон Мерритт (USA)                                                                              |
| 800 метров                  | Дэвид Рудиша (KEN)                                                                                | Тауфик Махлуфи (ALG)                                                                        | Клейтон Мёрфи (USA)                                                                              |
| 1500 метров                 | Мэттью Центровиц (USA)                                                                            | Тауфик Махлуфи (ALG)                                                                        | Ник Уиллис (NZL)                                                                                 |
| 5000 метров                 | Мохаммед Фарах (GBR)                                                                              | Пол Челимо (USA)                                                                            | Хагос Гебрхивет (ETH)                                                                            |
| 10 000 метров               | Мохаммед Фарах (GBR)                                                                              | Пол Тануи (KEN)                                                                             | Тамират Тола (ETH)                                                                               |
| 110 метров с барьерами      | Омар Маклауд (JAM)                                                                                | Орландо Ортега (ESP)                                                                        | Димитри Баску (FRA)                                                                              |
| 400 метров с барьерами      | Керрон Клемент (USA)                                                                              | Бонифаций Тумути (KEN)                                                                      | Ясмани Копельо (TUR)                                                                             |
| 3000 метров с препятствиями | Консеслус Кипруто (KEN)                                                                           | Эван Джагер (USA)                                                                           | Махидин Мехисси-Бенаббад (FRA)                                                                   |
| Эстафета 4×100 метров       | Ямайка · Асафа Пауэлл · Йохан Блейк · Никель Ашмид · Усэйн Болт · Кемар Бэйли-Коул · Джевон Минзи | Япония · Рёта Ямагата · Сёта Иидзука · Ёсихидэ Кирю · Асука Кембридж                        | Канада · Аким Хейнс · Аарон Браун · Брендон Родни · Андре Де Грасс · Моболаде Аджомале           |
| Эстафета 4×400 метров       | США · Арман Холл · Тони Маккей · Гил Робертс · Лашон Мерритт · Кайл Клемонс · Дэвид Вербург       | Ямайка · Питер Мэттьюс · Нейтон Аллен · Фитцрой Данкли · Джейвон Фрэнсис · Рушин Макдональд | Багамские Острова · Алонсо Расселл · Майкл Мэтью · Стивен Гардинер · Крис Браун · Стивен Ньюболд |
| Марафон                     | Элиуд Кипчоге (KEN)                                                                               | Фейиса Лилеса (ETH)                                                                         | Гален Рапп (USA)                                                                                 |
| Ходьба на 20 км             | Ван Чжэнь (CHN)                                                                                   | Цай Цзэлинь (CHN)                                                                           | Дейн Бёрд-Смит (AUS)                                                                             |
| Ходьба на 50 км             | Матей Тот (SVK)                                                                                   | Джаред Таллент (AUS)                                                                        | Хирооки Араи (JPN)                                                                               |
| Прыжки в длину              | Джефф Хендерсон (USA)                                                                             | Луво Маньонга (RSA)                                                                         | Грег Разерфорд (GBR)                                                                             |
| Тройной прыжок              | Кристиан Тейлор (USA)                                                                             | Уилл Клэй (USA)                                                                             | Дун Бинь (CHN)                                                                                   |
| Прыжки в высоту             | Дерек Друэн (CAN)                                                                                 | Мутаз Эсса Баршим (QAT)                                                                     | Богдан Бондаренко (UKR)                                                                          |
| Прыжки с шестом             | Тиаго Брас да Силва (BRA)                                                                         | Рено Лавиллени (FRA)                                                                        | Сэм Кендрикс (USA)                                                                               |
| Толкание ядра               | Райан Краузер (USA)                                                                               | Джо Ковач (USA)                                                                             | Томас Уолш (NZL)                                                                                 |
| Метание диска               | Кристоф Хартинг (GER)                                                                             | Пётр Малаховский (POL)                                                                      | Даниэль Ясински (GER)                                                                            |
| Метание копья               | Томас Рёлер (GER)                                                                                 | Джулиус Йего (KEN)                                                                          | Кешорн Уолкотт (TTO)                                                                             |
| Метание молота              | Дильшод Назаров (TJK)                                                                             | Иван Тихон (BLR)                                                                            | Войцех Новицкий (POL)                                                                            |
| Десятиборье                 | Эштон Итон (USA)                                                                                  | Кевин Майер (FRA)                                                                           | Дамиан Уорнер (CAN)                                                                              |

### Женщины
| Дисциплина                  | Золото | Серебро | Бронза                                                                                      |
| 100 метров                  | Элейн Томпсон (JAM)                                                                                               | Тори Боуи (USA) | Шелли-Энн Фрейзер-Прайс (JAM)                                                               |
| 200 метров                  | Элейн Томпсон (JAM)                                                                                               | Дафне Схипперс (NED) | Тори Боуи (USA)                                                                             |
| 400 метров                  | Шона Миллер (BAH)                                                                                                 | Эллисон Феликс (USA) | Шерика Джексон (JAM)                                                                        |
| 800 метров                  | Кастер Семеня (RSA)                                                                                               | Франсина Нийонсаба (BDI) | Маргарет Вамбуи (KEN)                                                                       |
| 1500 метров                 | Фейс Кипьегон (KEN)                                                                                               | Гензебе Дибаба (ETH) | Дженнифер Симпсон (USA)                                                                     |
| 5000 метров                 | Вивиан Черуйот (KEN)                                                                                              | Хеллен Обири (KEN) | Алмаз Аяна (ETH)                                                                            |
| 10 000 метров               | Алмаз Аяна (ETH)                                                                                                  | Вивиан Черуйот (KEN) | Тирунеш Дибаба (ETH)                                                                        |
| 100 метров с барьерами      | Брианна Роллинс (USA)                                                                                             | Ниа Али (USA) | Кристи Кэстлин (USA)                                                                        |
| 400 метров с барьерами      | Далайла Мухаммад (USA)                                                                                            | Сара Петерсен (DEN) | Эшли Спенсер (USA)                                                                          |
| 3000 метров с препятствиями | Рут Джебет (BRN)                                                                                                  | Хивин Джепкемои (KEN) | Эмма Коберн (USA)                                                                           |
| Эстафета 4×100 метров       | США · Тианна Бартолетта · Эллисон Феликс · Инглиш Гарднер · Тори Боуи · Моролаке Акиносун                         | Ямайка · Кристания Уильямс · Элейн Томпсон · Вероника Кэмпбелл-Браун · Шелли-Энн Фрейзер-Прайс · Симона Фейси · Сашали Форбс   | Великобритания · Аша Филип · Дезири Хенри · Дайна Эшер-Смит · Дэрилл Нейта                  |
| Эстафета 4×400 метров       | США · Кортни Около · Наташа Хастингс · Филлис Фрэнсис · Эллисон Феликс · Тейлор Эллис-Уотсон · Франсена Маккорори | Ямайка · Стефени Энн Макферсон · Анниша Маклафлин-Уилби · Шерика Джексон · Новлен Уильямс-Миллс · Кристин Дэй · Крисанн Гордон | Великобритания · Эйлид Дойл · Аника Онуора · Эмили Даймонд · Кристин Охуруогу · Келли Мэсси |
| Марафон                     | Джемима Сумгонг (KEN)                                                                                             | Юнис Кирва (BRN) | Маре Дибаба (ETH)                                                                           |
| Ходьба на 20 км             | Лю Хун (CHN) | Мария Гонсалес (MEX) | Люй Сючжи (CHN)                                                                             |
| Прыжки в длину              | Тианна Бартолетта (USA)                                                                                           | Бриттни Риз (USA) | Ивана Шпанович (SRB)                                                                        |
| Тройной прыжок              | Катрин Ибаргуэн (COL)                                                                                             | Юлимар Рохас (VEN) | Ольга Рыпакова (KAZ)                                                                        |
| Прыжки в высоту             | Рут Бейтиа (ESP)                                                                                                  | Мирела Демирева (BUL) | Бланка Влашич (CRO)                                                                         |
| Прыжки с шестом             | Екатерини Стефаниди (GRE)                                                                                         | Сэнди Моррис (USA) | Элиза Маккартни (NZL)                                                                       |
| Толкание ядра               | Мишель Картер (USA)                                                                                               | Валери Адамс (NZL) | Анита Мартон (HUN)                                                                          |
| Метание диска               | Сандра Перкович (CRO)                                                                                             | Мелина Робер-Мишон (FRA) | Дения Кабальеро (CUB)                                                                       |
| Метание копья               | Сара Колак (CRO)                                                                                                  | Сюнетте Фильюн (RSA) | Барбора Шпотакова (CZE)                                                                     |
| Метание молота              | Анита Влодарчик (POL)                                                                                             | Чжан Вэньсю (CHN) | Софи Хитчон (GBR)                                                                           |
| Семиборье                   | Нафиссату Тиам (BEL)                                                                                              | Джессика Эннис-Хилл (GBR) | Брианна Тейсен-Итон (CAN)                                                                   |

## Настольный теннис

### Мужчины
| Дисциплина       | Золото                                 | Серебро                                              | Бронза                                                   |
| Одиночный разряд | Ма Лун (CHN)                           | Чжан Цзикэ (CHN)                                     | Дзюн Мидзутани (JPN)                                     |
| Командный разряд | Китай · Ма Лун · Чжан Цзикэ · Сюй Синь | Япония · Дзюн Мидзутани · Коки Нива · Махару Ёсимура | Германия · Дмитрий Овчаров · Тимо Болль · Бастиан Штегер |

### Женщины
| Дисциплина       | Золото                                 | Серебро                                          | Бронза                                           |
| Одиночный разряд | Дин Нин (CHN)                          | Ли Сяося (CHN)                                   | Ким Сон И (PRK)                                  |
| Командный разряд | Китай · Ли Сяося · Дин Нин · Лю Шивэнь | Германия · Хань Ин · Петрисса Солья · Шань Сяона | Япония · Касуми Исикава · Аи Фукухара · Мима Ито |

## Парусный спорт

### Мужчины
| Дисциплина | Золото                                     | Серебро                                   | Бронза                                     |
| RS:X       | Дориан ван Рейсселберге (NED)              | Ник Демпси (GBR)                          | Пьер Ле Кок (FRA)                          |
| Лазер      | Том Бёртон (AUS)                           | Тончи Стипанович (CRO)                    | Сэм Мич (NZL)                              |
| Финн       | Джайлз Скотт (GBR)                         | Василий Жбогар (SLO)                      | Калеб Пейн (USA)                           |
| 470        | Хорватия · Шиме Фантела · Игор Маренич     | Австралия · Мэтью Белчер · Уильям Райан   | Греция · Панайотис Мантис · Павлос Кайялис |
| 49-й       | Новая Зеландия · Питер Бёрлинг · Блэр Тьюк | Австралия · Иэн Дженсен · Натан Ауттеридж | Германия · Эрик Хайль · Томас Плёссель     |

### Женщины
| Дисциплина   | Золото                                      | Серебро                                         | Бронза                                          |
| RS:X         | Шарлин Пикон (FRA)                          | Чэнь Пэйна (CHN)                                | Стефания Елфутина (RUS)                         |
| Лазер радиал | Марит Бауместер (NED)                       | Аннализ Мёрфи (IRL)                             | Анне-Мари Риндом (DEN)                          |
| 470          | Великобритания · Саския Кларк · Ханна Миллс | Новая Зеландия · Джоанна Алех · Оливия Поури    | Франция · Камиль Лекуантр · Элен Дефранс        |
| 49-й FX      | Бразилия · Мартине Граэл · Каэна Кунсе      | Новая Зеландия · Александра Мэлоуни · Молли Мич | Дания · Йена Маи Хансен · Катя Сальсков-Иверсен |

### Смешанный класс
| Дисциплина | Золото                                                | Серебро                                       | Бронза                            |
| Накра 17   | Аргентина · Сантьяго Ланхе · Сессилия Карранса Сароли | Австралия · Джейсон Уотерхаус · Лиза Дарманин | Австрия · Томас Заяц · Таня Франк |

## Плавание

### Мужчины
| Дисциплина                            | Золото | Серебро | Бронза |
| 50 метров вольным стилем              | Энтони Эрвин (USA) (21,40) | Флоран Маноду (FRA) (21,41) | Натан Эдриан (USA) (21,49) |
| 100 метров вольным стилем             | Кайл Чалмерс (AUS) (47,58) | Питер Тиммерс (BEL) (47,80) | Натан Эдриан (USA) (47,85) |
| 200 метров вольным стилем             | Сунь Ян (CHN) (1:44,65) | Чад ле Кло (RSA) (1:45,20) | Конор Дуайер (USA) (1:45,23) |
| 400 метров вольным стилем             | Мак Хортон (AUS) (3:41,55) | Сунь Ян (CHN) (3:41,68) | Габриэле Детти (ITA) (3:43,49) |
| 1500 метров вольным стилем            | Грегорио Пальтриньери (ITA) (14:34,57) | Коннор Йегер (USA) (14:39,48) | Габриэле Детти (ITA) (14:40,86) |
| 100 метров баттерфляем                | Джозеф Скулинг (SIN) | Майкл Фелпс (USA) | — |
| 100 метров баттерфляем                | Джозеф Скулинг (SIN) | Чад ле Кло (RSA) | — |
| 100 метров баттерфляем                | Джозеф Скулинг (SIN) | Ласло Чех (HUN) | — |
| 200 метров баттерфляем                | Майкл Фелпс (USA) (1:53,36) | Масато Сакаи (JPN) (1:53,40) | Тамаш Кендереши (HUN) (1:53,62) |
| 100 метров на спине                   | Райан Мёрфи (USA) (51,97) OR | Сюй Цзяюй (CHN) | Дэвид Пламмер (USA) |
| 200 метров на спине                   | Райан Мёрфи (USA) (1,53,62) | Митч Ларкин (AUS) (1,53,96) | Евгений Рылов (RUS) (1,53,97) |
| 100 метров брассом                    | Адам Пити (GBR) (57,13, WR) | Камерон ван дер Бург (RSA) (58,69) | Коди Миллер (USA) (58,87, NR) |
| 200 метров брассом                    | Дмитрий Баландин (KAZ) (2,07,46) | Джош Прено (USA) (2,07,53) | Антон Чупков (RUS) (2,07,70) |
| 200 метров комплексным плаванием      | Майкл Фелпс (USA) (1,54.66) | Косукэ Хагино (JPN) (1,56,61) | Ван Шунь (CHN) (1,57,05) |
| 400 метров комплексным плаванием      | Косукэ Хагино (JPN) (4:06,05) | Чейз Калиш (USA) (4:06,75) | Дайя Сэто (JPN) (4:09,71) |
| Эстафета 4×100 метров вольным стилем  | США (3:09,92) · Кэлеб Дрессел (48,10) · Майкл Фелпс (47,12) · Райан Хелд (47,73) · Натан Эдриан (46,97) · Джимми Фейген · Блэйк Пирони · Энтони Эрвин | Франция (3:10,53) · Мехди Метелла (48,08) · Фабьен Жило (48,20) · Флоран Маноду (47,14) · Жереми Стравьюс (47,11) · Клемен Миньон · Вильям Менар | Австралия (3:11,37) · Джеймс Робертс (48,88) · Кайл Чалмерс (47,38) · Джеймс Магнуссен (48,11) · Камерон Макэвой (47,00) · Мэттью Эбуд |
| Эстафета 4×200 метров вольным стилем  | США (7:00,66) · Конор Дуайер · Таунли Хаас · Райан Лохте · Майкл Фелпс · Кларк Смит · Джек Конгер · Гуннар Бенц                                       | Великобритания (7:03,13) · Стивен Милн · Данкан Скотт · Дэниел Уоллес · Джеймс Гай · Роберт Ренвик                                               | Япония (7:03,50) · Косукэ Хагино · Наито Эхара · Юки Кобори · Такеси Мацуда                                                            |
| Эстафета 4×100 метров комбинированная | США · Райан Мёрфи · Коди Миллер · Майкл Фелпс · Натан Эдриан · Дэвид Пламмер · Кевин Кордес · Томас Шилдс · Кэлеб Дрессел                             | Великобритания · Кристофер Уолкер-Хебборн · Адам Пити · Джеймс Гай · Данкан Скотт                                                                | Австралия · Митч Ларкин · Джейк Пакард · Дэвид Морган · Кайл Чалмерс · Камерон Макэвой                                                 |
| 10 километров в открытой воде         | Ферри Вертман (NED) | Спирос Янниотис (GRE) | Марк-Антуан Оливье (FRA) |

### Женщины
| Дисциплина                            | Золото | Серебро | Бронза |
| 50 метров вольным стилем              | Пернилле Блуме (DEN) | Симоне Мануэль (USA) | Александра Герасименя (BLR) |
| 100 метров вольным стилем             | Пенни Олексяк (CAN) (52,70) OR | — | Сара Шёстрём (SWE) (52,99) |
| 100 метров вольным стилем             | Симоне Мануэль (USA) | — | Сара Шёстрём (SWE) (52,99) |
| 200 метров вольным стилем             | Кэти Ледеки (USA) (1:53,73) | Сара Шёстрём (SWE) (1:54,08) | Эмма Маккеон (AUS) (1:54,92) |
| 400 метров вольным стилем             | Кэти Ледеки (USA) (3:56,46, WR) | Джазмин Карлин (GBR) (4:01,23) | Лиа Смит (USA) (4:01,92) |
| 800 метров вольным стилем             | Кэти Ледеки (USA) (8:04,79) WR | Джазмин Карлин (GBR) (8:16,17) | Богларка Капаш (HUN) (8:16,37) |
| 100 метров баттерфляем                | Сара Шёстрём (SWE) (55,48, WR) | Пенни Олексяк (CAN) (56,46) | Дана Воллмер (USA) (56,63) |
| 200 метров баттерфляем                | Мирея Бельмонте Гарсия (ESP) (2,04,85) | Мейделин Гровс (AUS) (2,04,88) | Нацуми Хоси (JPN) (2,05,20) |
| 100 метров на спине                   | Катинка Хоссу (HUN) (58,45) | Кэйтлин Бейкер (USA) (58,75) | Кайли Масс (CAN) (58,76) |
| 100 метров на спине                   | Катинка Хоссу (HUN) (58,45) | Кэйтлин Бейкер (USA) (58,75) | Фу Юаньхуэй (CHN) (58,76) |
| 200 метров на спине                   | Майя Дирадо (USA) (2:05,99) | Катинка Хоссу (HUN) (2:06,05) | Хилари Колдуэлл (CAN) (2:07,54) |
| 100 метров брассом                    | Лилли Кинг (USA) (1:04,93), OR | Юлия Ефимова (RUS) (1:05,50) | Кэти Мейли (USA) (1:05,69) |
| 200 метров брассом                    | Риэ Канэто (JPN) (2:20,30) | Юлия Ефимова (RUS) (2:21,97) | Ши Цзиньлин (CHN) (2:22,28) |
| 200 метров комплексным плаванием      | Катинка Хоссу (HUN) (2:06,58), OR | Шивон-Мари О’Коннор (GBR) (2:06,88) | Майя Дирадо (USA) (2:08,79) |
| 400 метров комплексным плаванием      | Катинка Хоссу (HUN) (4:26,36, WR) | Майя Дирадо (USA) (4:31,15) | Мирея Бельмонте Гарсия (ESP) (4:32,39)                                                                                                   |
| Эстафета 4×100 метров вольным стилем  | Австралия (3:30,65 WR) · Эмма Маккеон (53,41) · Бриттани Элмсли (53,12) · Бронте Кэмпбелл (52,15) · Кейт Кэмпбелл (51,97) · Мэдисон Уилсон | США (3:31,89) · Симоне Мануэль (53,36) · Эбби Вейтцейл (52,56) · Дана Воллмер (53,18) · Кэти Ледеки (52,79) · Лиа Нил · Аманда Уир · Эллисон Шмитт | Канада (3:32,89) · Сандрин Менвиль (53,86) · Шанталь ван Ландегхем (53,12) · Тейлор Рак (53,19) · Пенни Олексяк (52,72) · Мишель Уильямс |
| Эстафета 4×200 метров вольным стилем  | США · Эллисон Шмитт · Лиа Смит · Майя Дирадо · Кэти Ледеки · Мисси Франклин · Мелани Маргалис · Сиерра Рунге                               | Австралия · Лиа Нил · Эмма Маккеон · Бронте Барратт · Тамсин Кук · Джессика Эшвуд                                                                  | Канада · Катерин Савар · Тейлор Рак · Бриттани Маклейн · Пенни Олексяк · Эмили Оверхольт · Кеннеди Госс                                  |
| Эстафета 4×100 метров комбинированная | США · Кэйтлин Бейкер · Лилли Кинг · Дана Воллмер · Симоне Мануэль · Оливия Смолига · Кэти Мейли · Келси Уоррелл · Эбби Вейтцейл            | Австралия · Эмили Сибом · Тейлор Маккеон · Эмма Маккеон · Кейт Кэмпбелл · Мэдисон Уилсон · Мейделин Гровс · Бриттани Элмсли                        | Дания · Мие Нильсен · Рикке Мёллер Педерсен · Джанетт Оттесен · Пернилле Блуме                                                           |
| 10 километров в открытой воде         | Шарон Ван Раувендал (NED) | Ракеле Бруни (ITA) | Полиана Окимото (BRA) |

## Прыжки в воду

### Мужчины
| Дисциплина                   | Золото                               | Серебро                           | Бронза                                        |
| Трамплин, 3 метра            | Цао Юань (CHN)                       | Джек Ло (GBR)                     | Патрик Хаусдинг (GER)                         |
| Синхронный трамплин, 3 метра | Великобритания · Джек Ло · Крис Мирс | США · Сэм Дорман · Майкл Хиксон   | Китай · Цао Юань · Цинь Кай                   |
| Вышка, 10 метров             | Чэнь Айсэнь (CHN)                    | Херман Санчес (MEX)               | Дэвид Будайя (USA)                            |
| Синхронная вышка, 10 метров  | Китай · Линь Юэ · Чэнь Айсэнь        | США · Дэвид Будайя · Стил Джонсон | Великобритания · Дэниел Гудфеллоу · Том Дейли |

### Женщины
| Дисциплина                   | Золото                          | Серебро                                    | Бронза                                   |
| Трамплин, 3 метра            | Ши Тинмао (CHN)                 | Хэ Цзы (CHN)                               | Таня Каньотто (ITA)                      |
| Синхронный трамплин, 3 метра | Китай · У Минься · Ши Тинмао    | Италия · Таня Каньотто · Франческа Даллапе | Австралия · Мэддисон Кини · Анабель Смит |
| Вышка, 10 метров             | Жэнь Цянь (CHN)                 | Сы Яцзе (CHN)                              | Меган Банфето (CAN)                      |
| Синхронная вышка, 10 метров  | Китай · Чэнь Жолинь · Лю Хуэйся | Малайзия · Панделела Ринонг · Чёнг Юн Хунг | Канада · Меган Банфето · Розелин Фильон  |

## Прыжки на батуте
| Дисциплина | Золото                   | Серебро            | Бронза        |
| Мужчины    | Владислав Гончаров (BLR) | Дун Дун (CHN)      | Гао Лэй (CHN) |
| Женщины    | Розанна Макленнан (CAN)  | Бриони Пейдж (GBR) | Ли Дань (CHN) |

## Регби-7
| Дисциплина | Золото | Серебро | Бронза |
| Мужчины    | Фиджи · Джаса Верамалуа · Масивеси Дакувака · Аписай Домолайлай · Осеа Колинисау · Семи Кунатани · Вильям Мате · Самисони Насагавеси · Леоне Накарава · Савенаса Равака · Ватемо Равоувоу · Китионе Талига · Джерри Туваи · Джосуа Туисова | Великобритания · Марк Беннетт · Фил Бёрджес · Дэн Бибби · Джеймс Дэвис · Сэм Кросс · Олли Линдсей-Хейг · Рори Макконохи · Том Митчелл · Дэн Нортон · Марк Робертсон · Джеймс Родуэлл · Маркус Уотсон              | ЮАР · Тим Агаба · Сесил Африка · Кайл Браун · Джастин Джедулд · Юан де Йонг · Вернер Кок · Чеслин Колб · Дилан Сейдж · Сеабело Сенатла · Квагга Смит · Филип Сниман · Роско Спекман · Франсуа Хугор |
| Женщины    | Австралия · Николь Бек · Эллиа Грин · Хлои Далтон · Алисия Куирк · Шарлотта Кэслик · Эвания Пелайт · Шеннон Пэрри · Эми Тёрнер · Эмма Тонегато · Шарни Уильямс · Эмили Черри · Джемма Этеридж                                              | Новая Зеландия · Шакира Бейкер · Келли Брэйзер · Гейл Бротон · Портия Вудман · Сара Госс · Кайла Макалистер · Хуриана Мануэль · Тайла Натан-Вонг · Терина Те Тамаки · Руби Туи · Ниалл Уильямс · Тереза Фицпатрик | Канада · Бриттани Бенн · Ханна Дарлинг · Джен Киш · Меган Лукан · Жислен Ландри · Кайла Молески · Карен Пакен · Келли Расселл · Эшли Стейси · Наташа Уотчем-Рой · Черити Уильямс · Бьянка Фарелла   |

## Синхронное плавание
| Дисциплина | Золото | Серебро | Бронза |
| Дуэты      | Россия · Наталья Ищенко · Светлана Ромашина | Китай · Хуан Сюэчэнь · Сунь Вэньянь                                                                                  | Япония · Юкико Инуи · Рисако Мицуи |
| Группы     | Россия · Наталья Ищенко · Светлана Ромашина · Александра Пацкевич · Светлана Колесниченко · Мария Шурочкина · Влада Чигирёва · Алла Шишкина · Гелена Топилина · Елена Прокофьева | Китай · Гу Сяо · Гуо Ли · Инь Чэнсинь · Ли Сяолу · Лян Синьпин · Сунь Вэньянь · Тан Мэнни · Хуан Сюэчэнь · Цзэн Чжэн | Япония · Куруми Ёсида · Юкико Инуи · Кэи Марумо · Рисуко Мицуи · Канами Накамаки · Маи Накамура · Кано Омата · Айка Хакояма · Айко Хаяси |

## Современное пятиборье
| Дисциплина | Золото                | Серебро               | Бронза                 |
| Мужчины    | Александр Лесун (RUS) | Павел Тимощенко (UKR) | Исмаэль Эрнандес (MEX) |
| Женщины    | Хлои Эспозито (AUS)   | Элоди Клувель (FRA)   | Октавия Новацкая (POL) |

## Спортивная гимнастика

### Мужчины
| Дисциплина           | Золото                                                                            | Серебро                                                                                         | Бронза                                                        |
| Личное многоборье    | Кохэй Утимура (JPN)                                                               | Олег Верняев (UKR)                                                                              | Макс Уитлок (GBR)                                             |
| Командное многоборье | Япония · Рёхэй Като · Кэндзо Сираи · Юсукэ Танака · Кохэй Утимура · Кодзи Ямамуро | Россия · Денис Аблязин · Давид Белявский · Николай Куксенков · Никита Нагорный · Иван Стретович | Китай · Дэн Шуди · Линь Чаопань · Лю Ян · Чжан Чэнлун · Ю Хао |
| Опорный прыжок       | Ли Сегван (PRK)                                                                   | Денис Аблязин (RUS)                                                                             | Кэндзо Сираи (JPN)                                            |
| Вольные упражнения   | Макс Уитлок (GBR)                                                                 | Диегу Иполиту (BRA)                                                                             | Артур Мариано (BRA)                                           |
| Конь                 | Макс Уитлок (GBR)                                                                 | Луис Смит (GBR)                                                                                 | Александер Наддур (USA)                                       |
| Кольца               | Элефтериос Петруниас (GRE)                                                        | Артур Занетти (BRA)                                                                             | Денис Аблязин (RUS)                                           |
| Параллельные брусья  | Олег Верняев (UKR)                                                                | Дэнелл Лейва (USA)                                                                              | Давид Белявский (RUS)                                         |
| Перекладина          | Фабиан Хамбюхен (GER)                                                             | Дэнелл Лейва (USA)                                                                              | Нил Уилсон (GBR)                                              |

### Женщины
| Дисциплина           | Золото                                                                                    | Серебро                                                                                          | Бронза                                                            |
| Личное многоборье    | Симона Байлз (USA)                                                                        | Александра Райсман (USA)                                                                         | Алия Мустафина (RUS)                                              |
| Командное многоборье | США · Симона Байлз · Габриэль Дуглас · Мэдисон Кошан · Александра Райсман · Лори Эрнандес | Россия · Ангелина Мельникова · Алия Мустафина · Мария Пасека · Дарья Спиридонова · Седа Тутхалян | Китай · Ван Янь · Тань Цзясинь · Мао И · Фань Илинь · Шан Чуньсун |
| Опорный прыжок       | Симона Байлз (USA)                                                                        | Мария Пасека (RUS)                                                                               | Джулия Штайнгрубер (SUI)                                          |
| Вольные упражнения   | Симона Байлз (USA)                                                                        | Александра Райсман (USA)                                                                         | Эми Тинклер (GBR)                                                 |
| Разновысокие брусья  | Алия Мустафина (RUS)                                                                      | Мэдисон Кошан (USA)                                                                              | Софи Шедер (GER)                                                  |
| Бревно               | Санне Веверс (NED)                                                                        | Лори Эрнандес (USA)                                                                              | Симона Байлз (USA)                                                |

## Стрельба

### Мужчины
| Дисциплина                            | Золото                  | Серебро                 | Бронза                     |
| Пневматическая винтовка, 10 метров    | Никколо Камприани (ITA) | Сергей Кулиш (UKR)      | Владимир Масленников (RUS) |
| Винтовка лёжа, 50 метров              | Хенри Юнгхенель (GER)   | Ким Джон Хён (KOR)      | Кирилл Григорьян (RUS)     |
| Винтовка из трёх положений, 50 метров | Никколо Камприани (ITA) | Сергей Каменский (RUS)  | Алексис Райно (FRA)        |
| Пневматический пистолет, 10 метров    | Хоанг Суан Винь (VIE)   | Фелипе Алмейда У (BRA)  | Пан Вэй (CHN)              |
| Скорострельный пистолет, 25 метров    | Кристиан Райц (GER)     | Жан Кикампуа (FRA)      | Ли Юэхун (CHN)             |
| Пистолет, 50 метров                   | Чин Джон О (KOR)        | Хоанг Суан Винь (VIE)   | Ким Сон Гук (PRK)          |
| Трап                                  | Йосип Гласнович (CRO)   | Джованни Пелльело (ITA) | Эдвард Линг (GBR)          |
| Дубль-трап                            | Фехаид Аль-Дихани (IOA) | Марко Инноченти (ITA)   | Стивен Скотт (GBR)         |
| Скит                                  | Габриэле Россетти (ITA) | Маркус Свенссон (SWE)   | Абдулла Аль-Рашиди (IOA)   |

### Женщины
| Дисциплина                            | Золото                 | Серебро                    | Бронза                       |
| Пневматическая винтовка, 10 метров    | Вирджиния Трэшер (USA) | Ду Ли (CHN)                | И Сылин (CHN)                |
| Винтовка из трёх положений, 50 метров | Барбара Энгледер (GER) | Чжан Биньбинь (CHN)        | Ду Ли (CHN)                  |
| Пневматический пистолет, 10 метров    | Чжан Мэнсюэ (CHN)      | Виталина Бацарашкина (RUS) | Анна Коракаки (GRE)          |
| Пистолет, 25 метров                   | Анна Коракаки (GRE)    | Моника Карш (GER)          | Хайди Дитхельм Герберг (SUI) |
| Трап                                  | Кэтрин Скиннер (AUS)   | Натали Руни (NZL)          | Кори Кодждел-Анрейн (USA)    |
| Скит                                  | Диана Бакози (ITA)     | Кьяра Кайнеро (ITA)        | Кимберли Роуд (USA)          |

## Стрельба из лука

### Мужчины
| Дисциплина                | Золото                                                  | Серебро                                             | Бронза                                           |
| Индивидуальное первенство | Ку Пон Чхан (KOR)                                       | Жан-Шарль Валладон (FRA)                            | Брейди Эллисон (USA)                             |
| Командное первенство      | Республика Корея · Ким У Джин · Ку Пон Чхан · Ли Сын Юн | США · Зак Гарретт · Джейк Камински · Брейди Эллисон | Австралия · Алек Поттс · Райан Тяк · Тейлор Уорт |

### Женщины
| Дисциплина                | Золото                                                   | Серебро                                                      | Бронза                                        |
| Индивидуальное первенство | Чхан Хе Джин (KOR)                                       | Лиза Унрух (GER)                                             | Ки Бо Бэ (KOR)                                |
| Командное первенство      | Республика Корея · Ки Бо Бэ · Чхан Хе Джин · Чхве Ми Сун | Россия · Туяна Дашидоржиева · Ксения Перова · Инна Степанова | Тайвань · Тань Ятин · Линь Шицзя · Лэй Цяньин |

## Теннис

### Мужчины
| Категория                | Золото                                | Серебро                               | Бронза                        |
| Мужской одиночный разряд | Энди Маррей (GBR)                     | Хуан Мартин дель Потро (ARG)          | Кэй Нисикори (JPN)            |
| Мужской парный разряд    | Испания · Марк Лопес · Рафаэль Надаль | Румыния · Флорин Мерджа · Хория Текэу | США · Стив Джонсон · Джек Сок |

### Женщины
| Категория                | Золото                                      | Серебро                                     | Бронза                                     |
| Женский одиночный разряд | Моника Пуиг (PUR)                           | Анжелика Кербер (GER)                       | Петра Квитова (CZE)                        |
| Женский парный разряд    | Россия · Екатерина Макарова · Елена Веснина | Швейцария · Тимея Бачински · Мартина Хингис | Чехия · Луция Шафаржова · Барбора Стрыцова |

### Смешанный разряд
| Категория               | Золото                               | Серебро                          | Бронза                                   |
| Смешанный парный разряд | США · Джек Сок · Бетани Маттек-Сандс | США · Раджив Рам · Винус Уильямс | Чехия · Радек Штепанек · Луция Градецкая |

## Триатлон
| Дисциплина | Золото                | Серебро                | Бронза             |
| Мужчины    | Алистер Браунли (GBR) | Джонатан Браунли (GBR) | Генри Шуман (RSA)  |
| Женщины    | Гвен Йоргенсен (USA)  | Никола Шпириг (SUI)    | Вики Холлэнд (GBR) |

## Тхэквондо

### Мужчины
| Дисциплина  | Золото                  | Серебро                 | Бронза                  |
| До 58 кг    | Чжао Шуай (CHN)         | Тавин Ханпраб (THA)     | Луисито Пье (DOM)       |
| До 58 кг    | Чжао Шуай (CHN)         | Тавин Ханпраб (THA)     | Ким Тхэ Хун (KOR)       |
| До 68 кг    | Ахмад Абугауш (JOR)     | Алексей Денисенко (RUS) | Ли Дэ Хун (KOR)         |
| До 68 кг    | Ахмад Абугауш (JOR)     | Алексей Денисенко (RUS) | Хоэль Гонсалес (ESP)    |
| До 80 кг    | Чеик Саллах Сиссе (CIV) | Лутало Мухаммад (GBR)   | Милад Харчегани (AZE)   |
| До 80 кг    | Чеик Саллах Сиссе (CIV) | Лутало Мухаммад (GBR)   | Уссама Уэслати (TUN)    |
| Свыше 80 кг | Радик Исаев (AZE)       | Абдулразак Иссуфу (NIG) | Майкон де Андраде (BRA) |
| Свыше 80 кг | Радик Исаев (AZE)       | Абдулразак Иссуфу (NIG) | Чха Дон Мин (KOR)       |

### Женщины
| Дисциплина  | Золото            | Серебро                           | Бронза                       |
| До 49 кг    | Ким Со Хи (KOR)   | Тияна Богданович (SRB)            | Патимат Абакарова (AZE)      |
| До 49 кг    | Ким Со Хи (KOR)   | Тияна Богданович (SRB)            | Панипак Вонгпаттанакит (THA) |
| До 57 кг    | Джейд Джонс (GBR) | Эва Кальво (ESP)                  | Кимиа Ализаде (IRI)          |
| До 57 кг    | Джейд Джонс (GBR) | Эва Кальво (ESP)                  | Хедая Малак (EGY)            |
| До 67 кг    | О Хе Ри (KOR)     | Аби Ньяр (FRA)                    | Рут Гбагби (CIV)             |
| До 67 кг    | О Хе Ри (KOR)     | Аби Ньяр (FRA)                    | Нур Татар (TUR)              |
| Свыше 67 кг | Чжэнь Шуин (CHN)  | Мария дель Росарио Эспиноса (MEX) | Бианка Уокден (GBR)          |
| Свыше 67 кг | Чжэнь Шуин (CHN)  | Мария дель Росарио Эспиноса (MEX) | Джеки Гэллоуэй (USA)         |

## Тяжёлая атлетика

### Мужчины
| Дисциплина   | Золото                 | Серебро                | Бронза                    |
| До 56 кг     | Лун Цинцюань (CHN)     | Ом Юн Чхоль (PRK)      | Синпхет Круайтхонг (THA)  |
| До 62 кг     | Оскар Фигероа (COL)    | Эко Юли Ираван (INA)   | Фархад Харки (KAZ)        |
| До 69 кг     | Ши Чжиюн (CHN)         | Данияр Исмаилов (TUR)  | Луис Хавьер Москера (COL) |
| До 77 кг     | Ниджат Рагимов (KAZ)   | Люй Сяоцзюнь (CHN)     | Мохаммед Махмуд (EGY)     |
| До 85 кг     | Киануш Ростами (IRI)   | Тянь Тао (CHN)         | Денис Уланов (KAZ)        |
| До 94 кг     | Сохраб Моради (IRI)    | Вадим Стрельцов (BLR)  | Ауримас Диджбалис (LTU)   |
| До 105 кг    | Руслан Нурудинов (UZB) | Симон Мартиросян (ARM) | Александр Зайчиков (KAZ)  |
| Свыше 105 кг | Лаша Талахадзе (GEO)   | Гор Минасян (ARM)      | Ираклий Турманидзе (GEO)  |

### Женщины
| Дисциплина  | Золото                 | Серебро                    | Бронза                |
| До 48 кг    | Сопита Танасан (THA)   | Сри Вахюни Агустиани (INA) | Хироми Миякэ (JPN)    |
| До 53 кг    | Сюй Шуцзин (TPE)       | Хидилин Диас (PHI)         | Юн Джин Хи (KOR)      |
| До 58 кг    | Сукания Срисурат (THA) | Пимсири Сирикаев (THA)     | Го Синчжунь (TPE)     |
| До 63 кг    | Дэн Вэй (CHN)          | Чхве Хё Сим (PRK)          | Карина Горичева (KAZ) |
| До 69 кг    | Сян Яньмэй (CHN)       | Жазира Жаппаркуль (KAZ)    | Сара Ахмед (EGY)      |
| До 75 кг    | Лим Джон Сим (PRK)     | Дарья Наумова (BLR)        | Лидия Валентин (ESP)  |
| Свыше 75 кг | Мэн Супин (CHN)        | Ким Кук Хян (PRK)          | Сара Роблс (USA)      |

## Фехтование

### Мужчины
| Дисциплина       | Золото                                                                    | Серебро                                                                    | Бронза                                                                          |
| Шпага            | Пак Сан Ён (KOR)                                                          | Геза Имре (HUN)                                                            | Готье Грюмье (FRA)                                                              |
| Командная шпага  | Франция · Янник Борель · Готье Грюмье · Даниэль Жеран · Жан-Мишель Люсене | Италия · Энрико Гароццо · Паоло Пиццо · Андреа Сантарелли · Марко Фикера   | Венгрия · Габор Боцко · Геза Имре · Андраш Редли · Петер Шомфаи                 |
| Рапира           | Даниэле Гароццо (ITA)                                                     | Александр Массиалас (USA)                                                  | Тимур Сафин (RUS)                                                               |
| Командная рапира | Россия · Артур Ахматхузин · Тимур Сафин · Алексей Черемисинов             | Франция · Жереми Кадо · Эрванн Ле Пешу · Энцо Лефор · Жан-Поль Тони Элиссе | США · Рейс Имбоден · Александр Массиалас · Герек Мейнхардт · Майлз Чемли-Уотсон |
| Сабля            | Арон Силадьи (HUN)                                                        | Дэрил Хомер (USA)                                                          | Ким Джон Хван (KOR)                                                             |

### Женщины
| Дисциплина      | Золото                                                                    | Серебро                                                                   | Бронза                                                                        |
| Шпага           | Эмеше Сас (HUN)                                                           | Росселла Фьяминго (ITA)                                                   | Сунь Ивэнь (CHN)                                                              |
| Командная шпага | Румыния · Симона Герман · Лоредана Дину · Симона Поп · Ана Мария Попеску  | Китай · Сюй Аньци · Сунь Ивэнь · Сунь Юйцзе · Хао Цзялу                   | Россия · Виолетта Колобова · Татьяна Логунова · Любовь Шутова · Ольга Кочнева |
| Рапира          | Инна Дериглазова (RUS)                                                    | Элиза Ди Франчиска (ITA)                                                  | Инес Бубакри (TUN)                                                            |
| Сабля           | Яна Егорян (RUS)                                                          | Софья Великая (RUS)                                                       | Ольга Харлан (UKR)                                                            |
| Командная сабля | Россия · Софья Великая · Юлия Гаврилова · Екатерина Дьяченко · Яна Егорян | Украина · Елена Воронина · Алина Комащук · Елена Кравацкая · Ольга Харлан | США · Моника Аксамит · Дагмара Возняк · Мариэль Загунис · Ибтихадж Мухаммад   |

## Футбол
| Дисциплина | Золото | Серебро | Бронза |
| Мужчины    | Бразилия Вевертон · Вильям · Габриел · Габриэл Жезус · Дуглас Сантос · Зека · Луан · Луан Гарсия · Маркиньос · Неймар · Рафинья · Ренато Аугусто · Родриго Доурадо · Родриго Кайо · Тиаго Майя · Уилсон · Уолас · Фелипе Андерсон                                                                        | Германия Роберт Бауэр · Ларс Бендер · Свен Бендер · Юлиан Брандт · Маттиас Гинтер · Серж Гнабри · Дэви Зельке · Никлас Зюле · Лукас Клостерман · Макс Кристиансен · Макс Майер · Филипп Макс · Нильс Петерсен · Гриша Прёмель · Джереми Тольян · Тимо Хорн · Янник Хут · Эрик Эльшлегель                                        | Нигерия Шеху Абдуллахи · Джуниор Аджайи · Дэниэл Акпейи · Стэнли Амузи · Эммануэл Дэниэл · Кингсли Маду · Усман Мухаммед · Джон Оби Микел · Азубуике Окечукву · Муэнфу Синсере · Салиу Содик · Уильям Троост-Эконг · Ндифреке Удо · Амину Умар · Садик Умар · Имо Эзекиль · Сэтади Эримуя · Огенекаро Этебо |
| Женщины    | Германия Саскиа Бартусяк · Лаура Бенкарт · Мелани Берингер · Лена Гёслинг · Сара Дебриц · Менди Ислакер · Табеа Кемме · Изабель Кершовски · Аннике Кран · Мелани Лойпольц · Леони Майер · Дженнифер Марожан · Аня Миттаг · Бабетт Петер · Александра Попп · Йозефине Хеннинг · Свенья Хут · Альмут Шульт | Швеция Юнна Андерссон · Эмилия Аппельквист · Косоваре Аслани · Эмма Берглунд · Стина Блакстениус · Лиза Дальквист · Хильда Карлен · Хедвиг Линдаль · Элин Рубенссон · Йессика Самуэльссон · Каролин Сегер · Линда Сембрант · Оливия Скуг · Нилла Фишер · Паулина Хаммарлунд · Лотта Шелин · Магдалена Эрикссон · София Якобссон | Канада Джанин Бекки · Жозе Беланже · Кадейша Бьюкенен · Сабрина Д’Анджело · Шелина Задорски · Ребекка Куинн · Стефани Лаббе · Эшли Лоуренс · Дайана Мэтисон · Нишель Принс · Дин Роуз · Кристин Синклер · Дезири Скотт · Мелисса Танкреди · Риан Уилкинсон · Джесси Флеминг · Аллиша Чепмен · Софи Шмидт    |

## Хоккей на траве
| Дисциплина | Золото | Серебро | Бронза |
| Мужчины    | Аргентина Мануэль Брюне · Хуан Мануэль Вивальди · Лукас Вила · Хуан Игнасио Джиларди · Исидоро Ибарра · Педро Ибарра · Факундо Кальиони · Хуан Мартин Лопес · Лука Массо · Агустин Маццилли · Хоакин Менини · Игнасио Ортис · Матиас Паредес · Гонсало Пейльят · Лукас Рей · Матиас Рей · Лукас Росси · Хуан Мануэль Саладино | Бельгия Готье Боккар · Том Бон · Томас Брилс · Артур Ван Дорен · Флоран ван Обель · Эллиот Ван Стридонк · Винсент Ванаш · Феликс Денайер · Себастьен Доккир · Йон-Йон Домен · Симон Жунар · Тонгуй Косинс · Лоик Люпер · Эммануэль Стокбрукс · Жером Трюйенс · Седрик Шарлье               | Германия Линус Бутт · Никлас Веллен · Кристофер Весли · Матс Грамбуш · Том Грамбуш · Маттиас Мюллер · Тимур Оруц · Кристофер Рюр · Мориц Тромперц · Флориан Фукс · Мориц Фюрсте · Тобиас Хауке · Мартин Хенер · Тим Херцбрух · Мартин Цвиклер · Николас Якоби                                    |
| Женщины    | Великобритания Лора Ансуорт · Софи Брэй · Алекс Дэнсон · Криста Каллен · Сэм Квек · Шона Маккаллин · Ханна Маклеод · Лили Оусли · Кейт Ричардсон-Уолш · Хелен Ричардсон-Уолш · Сюзанна Таунсенд · Джорджи Туигг · Никола Уайт · Мэдди Хинч · Джизель Энсли · Холли Уэбб                                                       | Нидерланды Наоми ван Ас · Виллемейн Бос · Ксан де Вард · Лидевей Велтен · Мария Версхорен · Маргот ван Геффен · Эва де Гуде · Карлин Дирксе ван ден Хёвель · Келли Йонкер · Марлус Кетелс · Лаурин Лёринк · Китти ван Мале · Кайя ван Масаккер · Мартье Паумен · Джойс Сомбрук · Эллен Хог | Германия Лиза Альтенбург · Ханна Крюгер · Нике Лоренц · Мари Маверс · Юлия Мюллер · Янне Мюллер-Виланд · Пиа-Софи Олдхафер · Селин Оруц · Катарина Отте · Сесиль Пипер · Кристина Рейнольдс · Яна Тешке · Франциска Хауке · Анника Шпринк · Анне Шрёдер · Шарлотте Штапенхорст · Лиза-Мари Шютце |

## Художественная гимнастика
| Дисциплина           | Золото                                                                                                  | Серебро                                                                                   | Бронза |
| Личное многоборье    | Маргарита Мамун (RUS)                                                                                   | Яна Кудрявцева (RUS)                                                                      | Анна Ризатдинова (UKR)                                                                                                 |
| Групповое многоборье | Россия · Вера Бирюкова · Анастасия Близнюк · Анастасия Максимова · Анастасия Татарева · Мария Толкачёва | Испания · Сандра Агилар · Артеми Гавесу · Элена Лопес · Лурдес Моэдано · Алехандра Керида | Болгария · Любомира Казанова · Ренета Камберова · Михаэла Маевска-Величкова · Цветелина Найденова · Христиана Тодорова |

### Комментарии
1. ↑  Российский спортсмен Миша Алоян был дисквалифицирован после сдачи положительной допинг-пробы на туаминогептан[24]. Колумбийский боксёр Йоэль Финоль стал серебряным призёром, освободившаяся бронзовая медаль не вручена[25].
2. ↑  Бронзовый призёр, молдавский гребец Сергей Тарновский был лишён медали после сдачи положительной допинг-пробы[63]. Бронзовая медаль перешла российскому гребцу Илье Штокалову[64].
3. ↑  Киргизский спортсмен Иззат Артыков был дисквалифицирован после сдачи положительной допинг-пробы на стрихнин[178][179]. Бронзовая медаль перешла колумбийскому спортсмену — Луису Хавьеру Москера[180]
4. ↑  Румынский спортсмен Габриэл Сынкрэян был дисквалифицирован после сдачи положительной допинг-пробы[24]. Бронзовая медаль перешла казахстанскому тяжелоатлету Денису Уланову[181].